# Pyrgus armoricanus
Pyrgus armoricanus é uma espécie de insetos lepidópteros, mais especificamente de borboletas pertencente à família Hesperiidae.
A autoridade científica da espécie é Oberthür, tendo sido descrita no ano de 1910.
Trata-se de uma espécie presente no território português.